# Прокоповичі (Індурська сільська рада, Білорусь)
Прокоповичі (біл. Пракопавічы) — село в складі Гродненського району Гродненської області, Білорусь. Село підпорядковане Індурській сільській раді, розташоване у західній частині області.